# Гельшерт, Николай Александрович
Николай Александрович Гельшерт — участник «Гидрографической экспедиции Северного Ледовитого океана в 1910—1915 годах»
Путь проходил в северной часть самого большого океана — Тихого, а также в морях Северного Ледовитого океана. Экспедиция проходила на двух ледоколах: «Таймыр» и «Вайгач». Она получила название «Гидрографическая экспедиция Северного Ледовитого океана (ГЭСЛО)».
Пунктом базирования был Владивосток. Суда выполняли гидрографические работы в летние сезоны 1910—1914 годов в акватории Берингова и Охотского морей, а затем отправились в Арктику.
В июле 1910 года Гельшерт был переведён на ледокол «Таймы», на котором он совершил переход из Санкт-Петербурга во Владивосток, а впоследствии его снова перевели на «Вайгач». В 1911 году его повысили до помощника начальника экспедиции.
С 1913 года выполнял одновременно обязанности и старшего офицера «Вайгача».
В 1910—1912 года в течение 3-5 месяцев ледоколы продвигались всё ближе и ближе к западу. В ходе экспедиции выполнялись различные астрономические и метеорологические наблюдения, выполнялась опись берегов и проводились метеорологические изучения течений, колебаний уровня моря и льда, а из геологических исследований собирали различные коллекции и образцы горных пород.
7 августа 1913 года вахтенный офицер «Таймыра» лейтенант А. Н. Жохов обнаружил неизвестный остров с обрывистыми берегами северо-восточнее островов Новая Сибирь. Через две недели к северу от мыса Челюскин был открыт другой остров. Утром на следующий день 21 августа снова обнаружили «вырисовывающиеся контуры массива гористой неведомой земли». Экспедиция обследовала новые земли и 22 августа «вырисовывающиеся контуры массива гористой неведомой земли». Экипаж назвал новую российскую землю «Тайвай» (от первых слогов названий судов).
Путь во Владивосток был трудным. Экспедиция попала в сильный шторм в Беринговом море, пропала радиосвязь и иссякли запасы угля. Ледоколам пришлось пополнять свои запасы в американском порту Сент-Майкл — в прошлом российский Михайловский редут на Аляске. Оттуда вскоре и разнеслась сенсационная новость об открытии русскими моряками материка (или огромного острова), который иностранные журналисты стали называть именем императора Николая II.
Николая Александровича Гельшерта Вилькицкий представил к Ордену Святой Анны.

В январе 1914 года утвердили названия новых ряда островов Николая II. Новороссийские территория получили название «Земля Императора Николая II», более крупный остров к юго-востоку от нее — «Остров Цесаревича Алексея».